# Georges Kopp

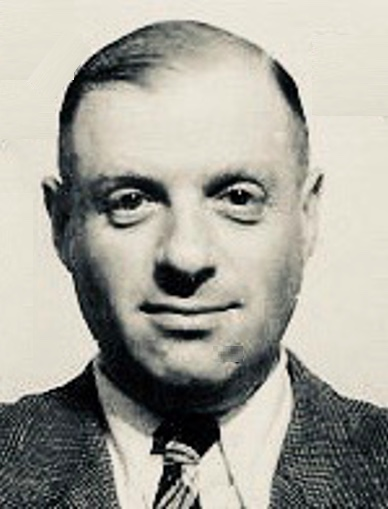
Georges Kopp in 1944

Georges Kopp (Sint-Petersburg, 1902 - Marseille, 15 juli 1951) is een personage uit de reportage Saluut aan Catalonië van George Orwell. George Orwell beschrijft hem als een reserve-officier die uit België was weggevlucht omdat hij wapens had gesmokkeld voor de Spaanse Republiek. Kopp zou daarvoor bij verstek tot "jaren" gevangenisstraf zijn veroordeeld. Orwell leerde Kopp kennen als "comandante" van de POUM-militie waar ze beiden deel van uitmaakten aan het Aragónese front. Aan het einde van het boek beschrijft Orwell de vruchteloze pogingen die hij ondernam om Kopp, met wie hij bevriend was geraakt, uit de gevangenis te halen. De POUM-militie was door de republikeinse regering opgeheven en de POUM werd als partij verboden en de leden vervolgd. Kopp bleef 18 maanden opgesloten en werd ook gefolterd. Na zijn vrijlating, eind 1938, vertrok hij naar Engeland, waar hij werd opgevangen door familieleden van Orwells vrouw Eileen (Laurence O'Shaughnessy en zijn vrouw Gwen). Later - in 1944 - trouwde hij met Doreen Hunton, de zuster van Gwen O'Shaughnessy. In 1939 nam hij dienst in het Franse vreemdelingenlegioen. Hij raakte zwaargewond tijdens de Slag om Frankrijk, maar slaagde erin om uit een militair ziekenhuis te ontsnappen en zich te melden in het hoofdkwartier van het Vreemdelingenlegioen in Algerije. Volgens afspraak met de geheime dienst van het Vichy-regime vestigde hij zich in de buurt van Marseille. Hij zocht ook contact met Britse geheime diensten en werd uiteindelijk een agent van de Special Operations Executive (SEO), gespecialiseerd in militaire inlichtingen op zee. Toen zijn spionagenetwerk in elkaar stortte werd hij door de Britten naar Engeland gevlogen. 
Kopp bleef al die tijd contact houden met Orwell, aan wie hij zelfs vanuit bezet Frankrijk brieven bleef sturen.
Onderzoek in het begin van de 21e eeuw heeft aan het licht gebracht dat Kopp eigenlijk geen Belg was: hij was met z'n ouders uit Rusland naar België uitgeweken in 1910. Hij verbloemde graag zijn verleden. De beschrijving die Orwell in Saluut aan Catalonië van zijn achtergronden geeft, klopt helemaal niet. Kopp was tot 1936 een apolitiek iemand, die nooit wapens voor de republiek gesmokkeld heeft en daarvoor ook nooit veroordeeld is. Als niet-Belg was hij ook nooit opgeroepen voor de Belgische legerdienst en had hij geen militaire vorming gekregen, wat zijn carrière aan het front bijzonder maakt. Toen hij gearresteerd werd had hij het zelfs tot stafofficier bij de 45e brigade van het republikeinse leger gebracht. 
In België was hij gehuwd met Germaine Warnotte. Uit een brief die hij kort voor zijn vertrek naar Spanje naar haar stuurde, blijkt dat hij handelde uit een combinatie van politieke en persoonlijke motieven. Hij wilde het fascisme bevechten, maar gaf ook toe dat hij op de loop ging voor een mislukt huwelijk. Hij moet een bijzonder imponerende, getalenteerde en stoutmoedige man geweest zijn met een groot gevoel voor drama, die er blijkbaar van hield een mysterie rond zijn eigen persoon en zijn verleden te scheppen. Orwell kwalificeerde hem na de oorlog als een "avonturier".
Na zijn bewogen militaire carrière legde hij zich toe op het ontwerpen van o.a. een buggy, een zandzeefmachine en een wasmachine. Het paradepaardje was zijn Tinto heater, een stookoliekachel. Kopp was qua ideeën zijn tijd vooruit maar slaagde er niet in om zijn ontwerpen voldoende te commercialiseren. Daardoor raakte hij in financiële moeilijkheden. In Frankrijk probeerde hij het weer als consultant in de petrochemische industrie maar hij bezweek op 15 juli 1951 in Pennes-Mirabeaux nabij Marseille.  
Volgens een van Orwells biografen, Jeffrey Meyers, heeft Orwell het personage O'Brien uit 1984 ten dele gebaseerd op Georges Kopp.